# Robert von Greim
Robert Greim y luego de 1918 al ser nombrado caballero (Ritter en alemán) Robert Ritter von Greim,  (Bayreuth, Alemania, 22 de junio de 1892-Salzburgo, Austria, 24 de mayo de 1945) fue un piloto alemán nombrado comandante en jefe de la Luftwaffe durante los últimos días de la Segunda Guerra Mundial en Europa.

## Biografía

### Primera Guerra Mundial
Hijo de un capitán de policía bávaro, Greim era cadete del ejército antes de la Primera Guerra Mundial y sirvió inicialmente en la artillería antes de ser transferido al servicio aéreo alemán (Fliegertruppe) en 1915. Tras un tiempo volando en biplazas, a principios de 1918 formó parte de la Jasta (Jagdstaffel, escuadrón de cazas) 34b tras la llegada de los aparatos del Jagdgeschwader I, la unidad de Manfred von Richthofen hasta la muerte de éste en acción el 21 de abril de 1918. Pese a ser aviones de segunda mano, las máquinas fueron recibidas con entusiasmo por parte de la Jasta 34b, pues eran superiores a los cazas Albatros y Pfalz que pilotaban anteriormente. En junio de 1918, Greim tuvo un encuentro con un caza Bristol, resultando en la pérdida de las cubiertas de su avión. Esto dañó su ala superior, pero con suerte para él pudo aterrizar la máquina con éxito.
Al final de la guerra contaba con 28 victorias, habiéndole sido concedida la Pour le Mérite y la Orden Bávara Max-Joseph. Este último galardón significó su nombramiento como caballero (Ritter), lo que le permitió agregar este título honorífico y el 'von' a su nombre.

### Periodo de entreguerras
Tras la guerra, Greim luchó para encontrar un lugar en la Reichswehr, el ejército de 100.000 hombres que el Tratado de Versalles prescribió a Alemania. Consecuentemente, decidió centrarse en lograr una carrera en leyes, e incluso tuvo éxito en aprobar los duros exámenes de Derecho en Alemania. Sin embargo, su atracción por la aviación era demasiado fuerte, y cuando el gobierno de China, a través Chiang Kai-shek, le pidió su asistencia para construir una fuerza aérea china, Greim se fue allí junto con su familia varios años, donde fundó una escuela de vuelo y dispuso las bases para desarrollar una fuerza aérea con el objetivo de construirla más adelante. Su opinión sobre sus alumnos nunca fue favorable, siendo tal vez víctima en el entonces común estereotipo de que los asiáticos no eran buenos con las máquinas. En una carta a un amigo llega a afirmar que "Los chinos nunca crearán buenos pilotos, no tienen ningún tacto con los mandos". Incluso antes de que los Nazis tomasen el poder, Greim se dio cuenta de que su lugar y el de su familia no era China, sino Alemania, y decidió volver a su país de origen.
Greim fue llamado por Hermann Göring en 1933 para ayudar a reconstruir la fuerza aérea alemana, y en 1934 fue nombrado al mando de la primera escuela de pilotos de combate, tras la clausura, en 1933, de la escuela de aviación secreta sita cerca de Lípetsk, en la Unión Soviética, creada a finales de la República de Weimar. En aquella época, bajo los términos del Tratado de Versalles, Alemania no podía tener su propia fuerza aérea, así que había tenido que entrenar clandestinamente a sus futuros pilotos.
En 1938, asumió el mando del departamento de técnicas de investigación de la Luftwaffe.

### Segunda Guerra Mundial
Durante la guerra, Greim estaría implicado en la Batalla de Inglaterra y en la Operación Barbarroja. Por sus excelentes servicios, Hitler concedió a Greim la Cruz de Caballero con Hojas de Roble y Espadas (Das Ritterkreuz mit Eichenlaub und Schwertern des Eisernen Kreuzes), lo que le hizo uno de los oficiales más altamente galardonados de la época.
A finales de 1942, su hijo, Gubert Greim, piloto de un Messerschmitt Bf-109 en la Jagdgeschwader I "Richtofen", fue dado por desaparecido en Túnez. Fue derribado por un Supermarine Spitfire de la RAAF, aunque consiguió saltar con éxito en paracaídas, pasando el resto de la guerra en un campo de prisioneros en los Estados Unidos.
El mayor logro táctico de Greim fue la involucración de su Luftflotte en la Batalla de Kursk. Fueron sus esfuerzos en esta batalla los que le hicieron ganarse las Espadas en su Cruz de Caballero.

### Últimos días
El 28 de abril de 1945 voló junto con Hanna Reitsch a la Berlín sitiada por los rusos, en un vuelo en el que resultó lesionado. Reitsch y von Greim visitaron el búnker de Hitler en Berlín. Allí von Greim fue nombrado por Hitler nuevo Mariscal del Aire y sucesor oficial de Göring como jefe de la Luftwaffe. 
Aunque herido durante el aterrizaje en Berlín, Greim todavía pudo abandonar la ciudad, pero fue capturado posteriormente por soldados estadounidenses en el día de la rendición del Tercer Reich, el 8 de mayo de 1945. Greim, sin embargo, debía formar parte de un programa soviético-estadounidense de intercambio de prisioneros y, temiendo su tortura y ejecución a manos de los soviéticos, se suicidó en Salzburgo, Austria, el 24 de mayo. Sus últimas palabras antes de beber cianuro fueron: "Soy el jefe de la Luftwaffe, pero sin Luftwaffe."

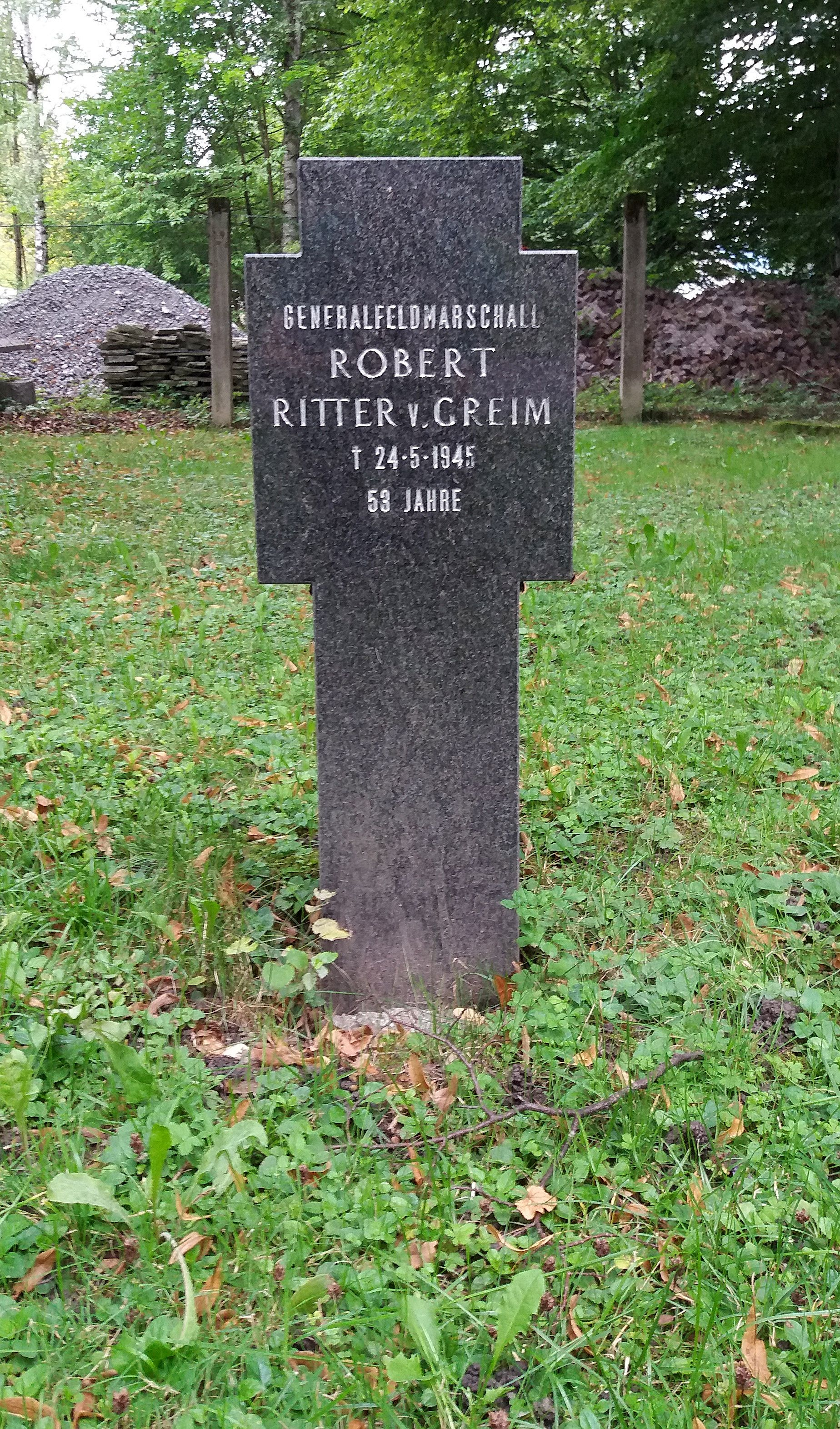
Tumba del mariscal de campo Robert Ritter von Greim en Salzburger Kommunalfriedhof.

Tras su muerte, las condecoraciones que se había puesto junto con su uniforme para su ritual suicida, fueron robadas por sus guardias del ejército de los Estados Unidos.[cita requerida]

## Condecoraciones
- Cruz de Hierro de 1914 2.ª clase (26 de noviembre de 1914) y 1.ª clase (10 de octubre de 1915)[3]
- Cruz de Caballero de la Orden Militar de Max Joseph (23 de octubre de 1918)[3]
- Pour le Mérite (14 de octubre de 1918)[3]
- Cruz de Caballero de la Cruz de Hierro, con hojas y espadas de roble
  - Cruz de Caballero el 24 de junio de 1940 como Generalleutnant y comandante de V. Flieger-Korps[4]
  - Hojas de roble el 2 de abril de 1943 como Generaloberst y comandante de Luftflottenkommando Ost (Luftflotte 6)[4]
  - Espadas el 27 de agosto de 1944 como Generaloberst y comandante de Luftflotte 6[4]